# Волчков (Полесский район)
Волчко́в (укр. Вовчків) — село, входит в Полесский район Киевской области Украины.
Население по переписи 2001 года составляло 440 человек. Почтовый индекс — 07044. Телефонный код — 4592. Занимает площадь 5 км². Код КОАТУУ — 3223581601.

## Местный совет
07044, Київська обл., Поліський р-н, с. Вовчків, вул. Жовтнева, 33